# الکسیوس کولیتسوپولوس
الکسیوس کولیتسوپولوس (یونانی: Αλέξιος Κολιτσόπουλος؛ زادهٔ ۲۴ آوریل ۱۹۷۵) کشتی‌گیر اهل یونان است.